# Barlangászat

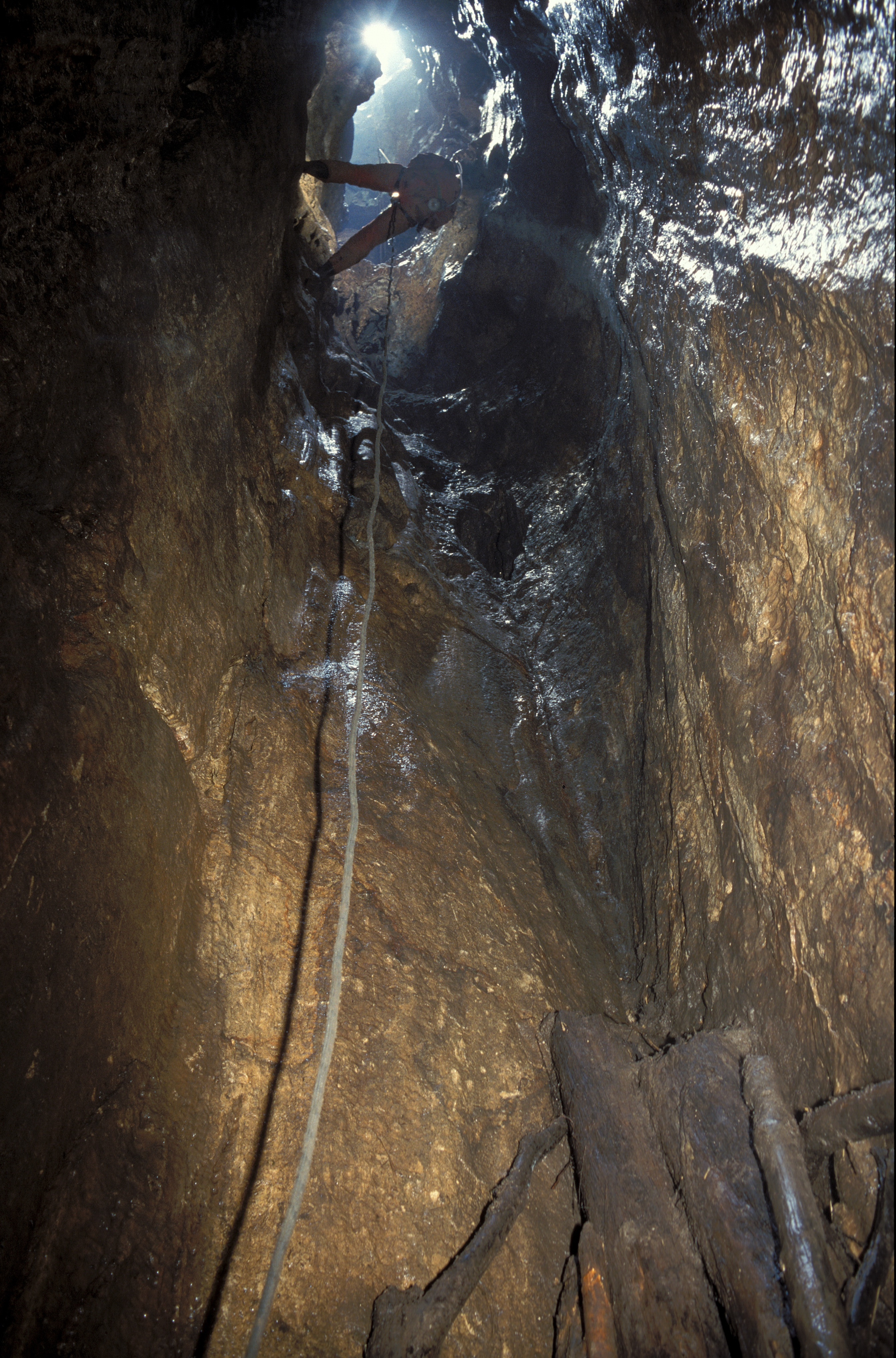
Ereszkedés a Bányász-barlang Bejárati-aknájában

A barlangászat (barlangjárás) szabadidős, sport- és tudományos tevékenység, amelyet a barlangokban a barlangászok végeznek.

## Története
A barlangászat egyidős az emberrel, csak  akkor még szállásként, menedékként, kultikus és vallási helyként használták a barlangokat őseink. A bronzkortól már csak alkalmi szálláshelyként használták a barlangokat, s a kisebb üregek elé kunyhókat emeltek. A középkorban háborúk esetén búvóhelyként jártak a barlangokban, illetve mindenféle legendákkal és misztikus sárkányokkal népesítették be őket. A barlangok tudományos megismerése és feltárása a 17. században, a kötelekkel és technikai eszközökkel való felfedezésük a 19. század utolsó harmadában kezdődött. A 20. század elején már turisztikai célból is lejártak emberek a barlangokba, majd a század második felétől kezdődően a rohamos technikai fejlődés egyre jobb eszközöket adott a barlangászok kezébe. Világszerte nagy számú közösség és klub alakul a barlangok kutatása és bejárása céljára.

## Ismertetése
A barlangászat egy olyan tevékenység, amely során be lehet hatolni a Föld felszíne alá, és új területeket lehet felfedezni vele.
Erősíti a fizikumot, és – mivel csoportos tevékenység, ami nehéz körülmények között zajlik – kiváló csapatszellem-erősítő dolog is egyben. Napjainkban az extrém sportok közé sorolják. Magyarországon egymásra épülő, több szintes képzési rendszert dolgoztak ki a barlangászok felkészítésére:
1. Alapfokú tanfolyam (kezdő kötéltechnika)
2. Technikai tanfolyam (haladó kötéltechnika és társmentés)
3. Túravezetői tanfolyam
4. Kutatásvezetői tanfolyam

Ezek a tanfolyamok elméleti és gyakorlati (barlangi) képzésből és vizsgákból állnak, ahol meg lehet tanulni többek között a barlangjárást, barlangi térképezést, a kötélen való közlekedést, az ön- és társmentést. A barlangásznak ismernie kell a csomókat is, ezek közül a leggyakrabban használtak:
- Halász-csomó
- Félszorítónyolcas
- Szorítónyolcas
- Perec-csomó
- Boulin-csomó
- Angol mentő-csomó
- Pillangócsomó

A barlangászat két fő területre oszlik fel, ezek a barlangkutatás és a barlangtúrázás. E kettő nem különül el élesen egymástól.
- A barlangkutatás során felszíni karsztjelenségek alapján keresnek és találnak egy eddig ismeretlen barlangot, vagy már egy ismert barlang további járatait próbálják a föld alatt felkutatni a szpeleológia tudományát használva. Ezekhez kitartás, akár évekig tartó munka szükséges.
- A barlangtúrázás során már egy ismert barlangot járnak be térkép segítségével, a barlang szépségére, képződményeire figyelve, és megküzdenek a nehézségekkel, föld alatti tavak, patakok, mély aknák vagy vízesések képében.

Ezek a lent tartózkodások akár több napig is eltarthatnak, ami azt jelenti, hogy nagy mennyiségű felszerelést, ételt-italt, tartalék ruhát, akkumulátort kell leszállítani a föld alá. A barlangban alkalmi pihenő- és alvóhelyeket kell létre hozni, ezeket „bivak”-nak hívják.

## Felszerelése

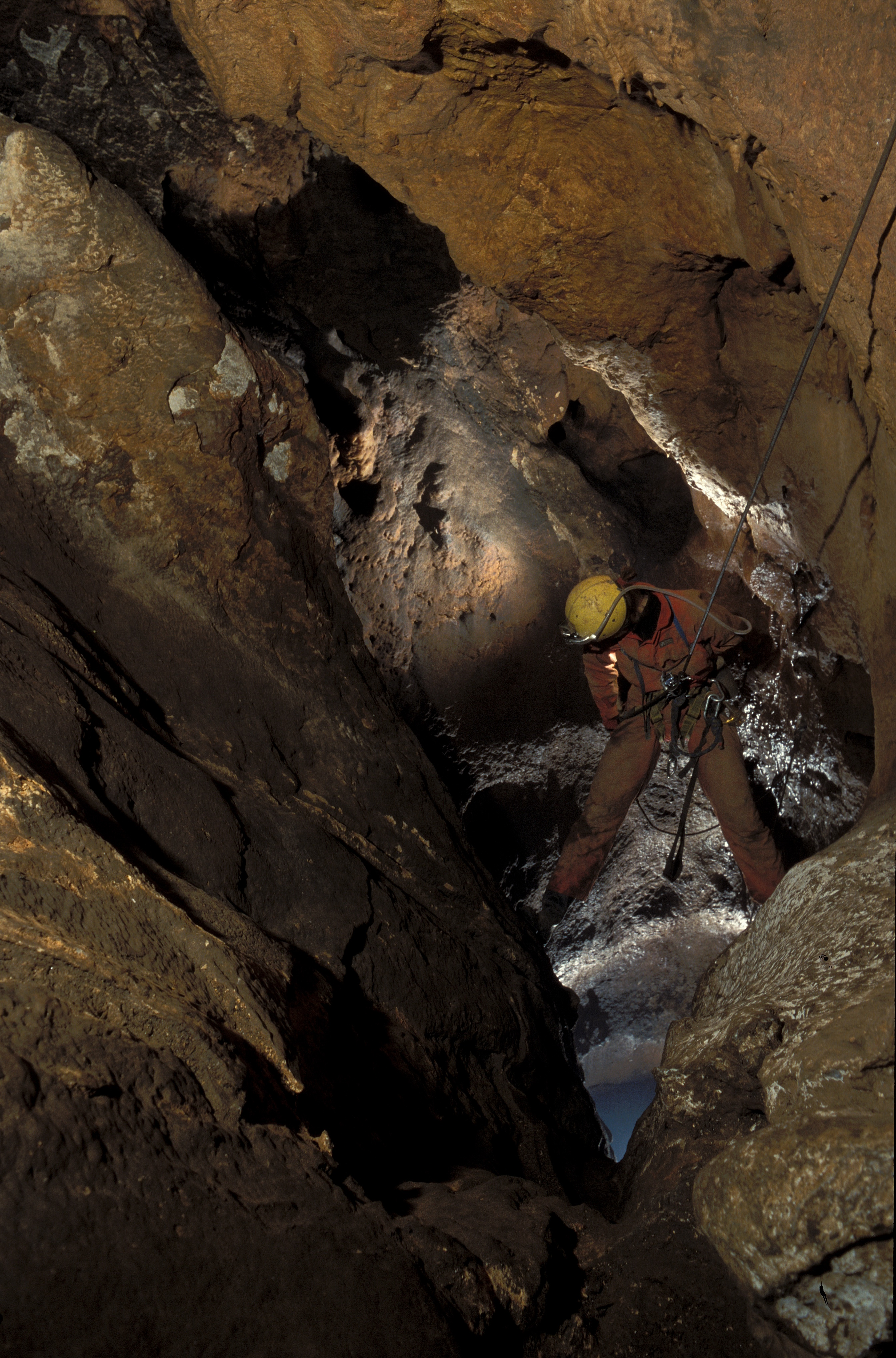
Barlangi túra a Bányász-barlangban

### Egyéni alapfelszerelés
Ezek azok a dolgok, amelyek elengedhetetlenül fontosak:
- Sisak („kobak”): ez védi meg a fejet a kisebb lezuhanó kövektől, illetve alacsony helyeken az ütközésektől.

- Lámpák: egy nagyobb fényű fővilágításból és egy kisebb erejű tartalékvilágításból áll. A fővilágítást a sisakra erősítik, hogy mind a két kéz szabadon használható legyen. Napjainkban nagy erejű halogén vagy LED lámpákat használnak, nagyobb időtartamú expedíciók acetilén gázzal világító karbidlámpákat visznek a barlangokba. A tartalékvilágítás legtöbbször bele van építve a fővilágítást adó fejlámpa burkolatába, de attól üzemeltetése teljesen elkülönül, szerepe csak a főlámpa meghibásodása esetén van.

- Ruházat: a barlangok hűvösebb klímája miatt, ami Magyarországon átlagosan 9 °C körül van, szükséges egy meleg aláöltözet, amit a barlangászok tréfásan „műnyúlnak” hívnak. Ez thermo-polár anyag, ami polipropilénből van. A külső ruha egy overall, ami egy nagy szakítószilárdságú anyagból, cordurából és/vagy vízálló PVC anyagból készül. Olyan barlangban, ahol sok köteles szakasz van, vagy hideg a levegő, kesztyűre is szükség lesz. Lábra gumicsizma a legcélszerűbb, nagyon száraz barlangban bakancs is használható.

- Elsősegély-felszerelés: Egy kis méretű sebkötöző csomag, és egy alumínium túlélőfólia a sérült melegen tartásához.

### Egyéni kiegészítő felszerelések
Ebbe a kategóriába azok az eszközök tartoznak, amelyek segítségével függőlegesen is lehet mozogni a föld alatt. A kötéltechnika már egy kiterjesztése a barlangi túrázásnak.
- Beülőheveder (beülő): nagy szakítószilárdságú hevederből készül, a barlangász combjait, derekát, csipőjét fogja körül.
- Mellheveder (melles): nagy szakítószilárdságú hevederből készül, a barlangász mellkasát fogja át.
- Centrálkarabiner (mailon): a beülőt fogja össze, a többi eszköz erre csatlakozik.
- Kantár (tehénfarok): a felső mászógépet köti össze a mailonon át a beülővel.
- Ereszkedőeszközök: ezek térben vagy síkban többször megtörik a kötelet, és az ezáltal megnövekedett súrlódással fékezik a barlangászt.
- Mászóeszközök: kilincsműves gépek, amiket felfelé lehet tolni a kötélen, lefelé viszont megfogják a kötelet.
- Karabinerek: általában 5 darabra van szükség személyenként, hogy a mászó-ereszkedő gépeket és egyéb felszereléseket rögzítsük magunkon.
- Bag (beg): erős kamionponyva-anyagból készült zsák, ami több irányból is fülekkel van ellátva. Hosszabb túrákon a felszerelések szállítására használják.

### Csoportfelszerelések
- Kötél: ezek műszálból körszövéssel készülnek, statikus kötelek, ami azt jelenti, hogy minimális a nyúlásuk. Szakítószilárdságuk nagy, a 2000 kg-ot is elérheti.
- Létra: lehet kötéllétra, vagy kisebb darabokból összerakható fémlétra is.
- Nitt: ez a sziklafalba fúrható fém eszköz, amire egy fül csavarozható, és erre karabiner segítségével lehet kötelet kikötni.

## Veszélyforrások
Sok veszélyes helyzet alakulhat ki barlangjárás közben.
- hipotermia (kihűlés)
- lezuhanás
- fizikai kimerültség
- áradás
- eltévedés
- a felszerelés meghibásodik (például a világítóeszköz)
- omlás
- a levegő nagy szén-dioxid tartalma
- a fej beverése a mennyezetbe
- fémlétrákon közlekedéskor a villám levezetődhet

## Barlangászat tíz parancsolata
- Minden barlangi leszállás előtt alá kell írni egy jelenléti ívet, amit egy elérhető helyen kell hagyni idő megkötéssel
- Működőképes óra nélkül tilos megkezdeni a barlangi túrát, lehetőleg mindenkinél legyen óra
- 4 fő a minimális létszám. 3 fő lemehet, ha mindannyian jól ismerik a barlangot és fél órán belül a felszínre lehet jutni bármely pontról. 2 fő lemehet, ha több csoport követi egymást azonos útvonalon max. 1 óra követési távolsággal (ez tipikus zsomboly bejárási mód, mely az utolsó csoportra nem vonatkozik).
- A csapatban legalább egy tapasztalt barlangásznak lennie kell. A túrának kell, hogy legyen vezetője, kinek egyszemélyi felelőssége van.
- A csapat minden tagjának tisztában kell lennie a riasztási módokkal, rendelkeznie kell elsősegély csomaggal és izolációs fóliával
- Csak jó minőségű és jól karbantartott felszereléseket használjunk
- Simára kopott talpú lábbeli viselése életveszélyes
- A sisak "Y" állszíjas legyen, hogy ne csússzon előre-hátra
- Hosszabb túrára tartalék ennivalót és innivalót kell vinni
- A kötél végére mindig kötni kell csomót